# Vidua paradisaea
Vidua paradisaea là một loài chim trong họ Viduidae.